# Sindrome del nido vuoto
Si definisce sindrome del nido vuoto quel particolare stato psicologico che colpisce i genitori nel momento in cui i propri figli (in genere perché si sposano o vanno a vivere da soli) lasciano la loro abitazione.
La sindrome del nido vuoto può essere il punto di partenza dei più diversi disordini nevrotici e psicosomatici che spesso si esprimono nei sintomi cosiddetti fisiologici del climaterio. Così avviene la soppressione dei sentimenti di angoscia e di paura, trasformandoli in sintomi che a livello emotivo sono più facilmente accettabili e gestibili. Tutto ciò avviene tramite dei meccanismi di traslazione.

## Cause
Per il padre e la madre si tratta di una situazione nella quale affrontare solitudine e abbandono in quanto, improvvisamente, si ritrovano in una casa (il nido appunto) vuota dove per molti anni erano invece abituati ad allevare la loro prole. Le madri sono maggiormente colpite dalla sindrome del nido vuoto in quanto, spesso, le donne si trovano in questa situazione durante fasi di forte stress quali la menopausa o la cura dei genitori anziani. Un ulteriore motivo che scatena la sindrome è il fallimento di un progetto di realizzazione personale attraverso i figli, in quanto i genitori non riescono a creare un prolungamento di sé stessi nei figli.

## Sintomi
Tipicamente si hanno stati depressivi associati a forti sentimenti di tristezza o di dolore. Si entra poi in uno stato di angoscia, lo stesso associato in genere a situazioni di lutto. Come il lutto, la "sindrome del nido vuoto" può essere considerata normale e fisiologica, ma si considera patologica qualora persista troppo a lungo, trasformandosi in depressione.